# Hubach (Eisernbach)
Der Hubach ist ca. 1,56 Kilometer langer nördlicher, und rechter Zufluss des Eisernbachs, in Eiserfeld, Kreis Siegen-Wittgenstein, Nordrhein-Westfalen, (Deutschland).

## Verlauf
Der Hubach entspringt knapp unterhalb des Segelfluggeländes am Berg Eisernhardt in einer Höhe von 350 m ü. NHN der hinter einer Steinmauer gefassten Hubachquelle. Von dort fließt er ca. 200 Meter in südliche Richtung und nimmt in einem kleinen Teich seinen ersten Zufluss auf, der unmittelbar unterhalb der Bundesautobahn 45 entspringt. Von dort läuft er dann ca. 1,2 km westlich entlang der Straße In der Hubach, um ab der Talsbachstraße den Talsbach aufzunehmen, der seinen Ursprung ebenfalls nicht weit unterhalb der A 45 hat. Nach weiteren 200 Metern Verrohrung in südwestliche Richtung mündet er unterhalb einer Überbauung von diesem durch ein Rohr in den Eisernbach.

### Länge
Die Länge des Hubachs ist davon abhängig, welchen der zwei Quellbäche man als Hubach ansieht. Nimmt man den Quellbach, der aus der gefassten Quelle entspringt und misst den Hubach von dort an, so hat er ca. 1,6 Kilometer Länge, misst man jedoch den anderen Quellbach, so ist der Hubach insgesamt ca. 1,8 Kilometer lang.

## Zuflüsse
Zuflüsse von der Quelle an abwärts gesehen:
| Name     | Lage   | Länge in km | Mündungshöhe in m ü. NHN | Quellhöhe in m ü. NHN |
| -------- | ------ | ----------- | ------------------------ | --------------------- |
| Zufluss  | links  | 0,36        | 360                      | 310                   |
| Talsbach | rechts | 0,45        | 320                      | 257                   |